# Mała Lipka
Mała Lipka – wieś w Polsce położona w województwie wielkopolskim, w powiecie nowotomyskim, w gminie Nowy Tomyśl.
W okresie Wielkiego Księstwa Poznańskiego (1815-1848) miejscowość wzmiankowana jako Lipka Olendry należała do wsi mniejszych w ówczesnym powiecie bukowskim, który dzielił się na cztery okręgi (bukowski, grodziski, lutomyślski oraz lwowkowski). Lipka Olendry należała do okręgu lutomyślskiego i stanowiła część rozległego majątku Tomyśl stary, którego właścicielem był wówczas Hangsdorf. W skład majątku Tomyśl stary wchodziło łącznie 13 wsi. Według spisu urzędowego z 1837 roku Lipka Olendry liczyła 98 mieszkańców i 17 dymów (domostw).
W latach 1975–1998 miejscowość administracyjnie należała do województwa poznańskiego.